# Notopteris macdonaldi
Notopteris macdonaldi is een vleermuis uit het geslacht Notopteris die voorkomt op Fiji en Vanuatu. Fossielen gevonden op 'Eua in Tonga vertegenwoordigen mogelijk ook deze soort. N. macdonaldi is gevonden op de eilanden Anatom, Efate, Erromango, Mota Lava, Santa Maria, Tanna, Taveuni, Vanua Levu en Viti Levu. Deze soort is nauw verwant aan N. neocaledonica uit Nieuw-Caledonië, die soms als een ondersoort gezien wordt. Deze soort leeft vaak in grotten. In Fiji komt hij voornamelijk op grote hoogte voor, maar in Vanuatu komt hij ook op kleinere hoogte voor. Deze vleermuis voedt zich met nectar. Mogelijk vinden geboortes plaats in augustus en september.
Net als N. neocaledonica is N. macdonaldi een kleine, kakikleurige vleermuis met een lange staart en een lange bek. N. neocaledonica is nog iets kleiner dan N. macdonaldi. De kop-romplengte bedraagt 95 tot 110 mm, de staartlengte 57,4 tot 62,4 mm, de voorarmlengte 64,7 tot 69,0 mm, de tibialengte 34,8 tot 38,5 mm, de oorlengte 14,5 tot 16,5 mm en het gewicht 56 tot 73 g.
Notopteris macdonaldi · Notopteris neocaledonica